# Мељникова кућа
Мељникова кућа (кућна радионица архитекте Константина Степановича Мељникова) је једнопородична стамбена кућа и знаменита грађевина совјетске авангарде. Изграђена је у периоду 1927–1929. године у Кривоарбатској улици у Москви, по пројекту истакнутог совјетског архитекте Константина Мељникова, за њега и његову породицу.
Кућа се сматра врхунцем Мељниковљевог стваралаштва због својих иновативних конструктивних решења, оригиналног уметничког израза и промишљене функционалне расподеле простора. Овај једнопородични стамбени објекат, смештен у близини центра Москве, представља јединствен пример овакве врсте градње у совјетском периоду.
Године 2011. Државни музеј архитектуре А. В. Шчусева преузео је управљање овом зградом, која је сада део његове филијале – Мељниковљевог музеја, основаног 2014. године.
У 2022. години, ентеријер куће је затворен за јавност због рестаураторских радова. Међутим, посетиоци и даље могу приступити врту и разгледати спољашњост.

## Историја настанка

### Потрага за архитектонским и урбанистичким решењем
Константин Мељников је још током студија на Московској школи сликарства, вајарства и архитектуре сањао о томе да има засебну. У почетку је планирао да купи већ изграђену кућу и да је реновира. Дуги низ година тражио је одговарајућу зграду у Москви. Очувани су његови планови из периода 1916–1917. године за реконструкцију једне од старих камених кућа у неокласичном стилу. Традиционални распоред и изглед првих скица његове будуће куће могу се приписати утицају његовог бившег професора, архитекте Ивана Жолтовског.
Мељников је студирао код Жолтовског на архитектонском одсеку школе и од 1917. године радио под његовим вођством у Архитектонско-планерској радионици Грађевинског одељења Московског совјета, која је била прва државна архитектонска радионица совјетске ере.

### Интензивна разрада концепта
Почетком 1920-их, Мељников је почео интензивно да ради на скицама за кућу у иновативном стилу. Његов лични архив садржи бројне верзије пројеката, у којима је свуда присутна идеја кућне радионице која комбинује животни и радни простор. Пошто је био дубоко привржен породици, није могао да замисли да ради у било којој другој атмосфери осим у свом дому.

### Јединствена архитектонска слобода
За разлику од својих других грађевина, ову кућу је пројектовао искључиво по сопственом укусу и визији животног и радног простора. Док је припремао скице, истовремено је био и инвеститор и пројектант, што му је омогућило потпуну слободу у обликовању форме.
Први познати дизајн нове куће представља двоспратну квадратну зграду са великом косом руском пећи у центру приземља. Друге скице приказују кућу у облику скраћене пирамиде, са малим мезанинским просторијама које су висиле унутар јединственог унутрашњег простора. Истовремено, и у почетним и у каснијим верзијама пројекта, Мељников је више пажње посвећивао унутрашњости и распореду просторија него спољашњем изгледу куће. Његов циљ је био да створи простор који ће у потпуности одговарати потребама њега и његове породице.
Експерименти са кружним планом први пут су се појавили у Мељниковљевим цртежима 1922. године. Архитекта је скицирао зграду у облику елипсе, па чак и јајета, док је наставио да развија унутрашњи простор. Према истраживачима његовог рада, коначна верзија пројекта, која комбинује два цилиндра која се међусобно секу, потиче из његовог нереализованог пројекта за Клуб Зујева. Године 1927. Мељников је учествовао на конкурсу за дизајн овог клуба и свој пројекат описао као „орган од пет цилиндaра“. Када је касније зграда изграђена према пројекту Илије Голосова, Мељников је одлучио да бар део својих идеја примени на сопственој кући. Тако је у њену конструкцију уградио серију вертикалних цилиндaра који су се уклапали један у други.
„Били смо двојица – такмичари – и два пројекта,“ присећао се Константин Мељников, „ и одлучили смо да у Голосовљев пројекат уведемо цилиндар, који и даље звучи усамљено у декоративном соло наступу. Тако су поступали људи, добри људи, али архитектура им није опростила исцепкану идеју и вратила ми се у сјајном дуету наше куће.“
| Скице квадратне кућне радионице, 1920–1921 | Скице квадратне кућне радионице, 1920–1921 | Једна од „округлих“ верзија пројекта, 1922 |
| ------------------------------------------ | ------------------------------------------ | ------------------------------------------ |

Криволинијска структура нове куће можда је била под утицајем чињенице да је породица Мељников дуго живела у заједничком стану (од 1918. до новембра 1929), пре него што се преселила у сопствени дом у Кривоарбатској улици. Једна од соба у том стану имала је основу у облику четвртине круга и гледала је на пет прозора на углу Петровке и Страстног булевара. Архитекта је узео у обзир начин породичног живота који се развио у стану на Петровки приликом пројектовања своје куће. Главни комади намештаја купљени за тај стан постали су основа за уређење куће.

### Конструкција: конструктивне карактеристике зидова и шкољки
Мељникова кућа је јединствена јер је, крајем 1920-их, када је НЕП (Нова економска политика) у Совјетском Савезу истекао и када је по читавој земљи почела изградња заједничких кућа, једном човеку било дозвољено да изгради приватну кућу у центру главног града. Постоји више објашњења за ову чињеницу.
Прво, Мељникова кућа била је званично призната као експериментална грађевина. Архитекта је овде тестирао идеју округле куће, која би касније могла да се користи у другим пројектима због своје економичности и једноставности изградње, укључујући и изградњу заједничких кућа.
Друго, до средине 1920-их, Константин Мељников је био један од највећих и најпоштованијих архитеката не само у Совјетском Савезу, већ и у свету, као совјетски архитекта. Постао је светски познат због изградње павиљона СССР-а за Светску изложбу декоративних и примењених уметности у Паризу.
Треће, архитекта је изградио своју кућу од 1927. до 1929. године, када је имао велики број стварних наруџбина и могао је да расподели средства за изградњу из породичног буџета. Укупни износ накнада које је добио за пројекте Бахметијевске и Ново-Рјазанске радионице до тренутка када је стварна изградња куће започела у септембру 1927. износио је 10.900 рубаља. Управо тај износ архитекта је платио 1927. године.
Истовремено, првобитна процена трошкова изградње била је 25.140 рубаља, која је до октобра 1929. године порасла на 37.846 рубаља. Изградњу куће спроводила је грађевинска организација Московских комуналних служби, искључиво о трошку архитекте. (Након две године кореспонденције и преговора са московским властима, 1. октобра 1929. године, када је изградња куће заправо завршена, Константин Мељников је добио кредит за поправку и изградњу у износу од 27.000 рубаља на 15 година). Због тога што је зграда која се градила била сматрана пилот-пројектом, Мелников је одлуком Президијума Московског градског извршног одбора Московског градског већа од 11. новембра 1933. године ослобођен плаћања пореза на зграде и земљишне ренте 
Коначно, постоји верзија да је архитекта добио земљиште као награду од совјетских власти за свој рад на првом Лењиновом саркофагу 1924. године.
Сам Константин Мељников је у својим мемоарима описао процес одлуке да изгради сопствену кућу у Кривоарбатском переулоку:
„Године 1927. парцеле за изградњу су дистрибуиране од стране Московског совјета од другара Домарева. Видевши модел наше куће, одлучно је одбио све конкуренте из државних институција, рекавши да је лакше наћи парцелу него изградити кућу такве архитектуре. 'Дајте Мељникову парцелу'. Он није био архитекта и тешко да је имао образовање, био је само радник.“
| Шематски план локације са координирајућим натписима и белешкама К. Мељникова |  | Одобрени грађевински пројекат. Тлоцрти и зграда у пресеку |  | Објашњење К. Мељникова са цртежом конструкције зида зграде |

Верзија пројекта одобрена за изградњу била је датована на 19. јун 1927. године. Генерална волуметријска и просторно-композициона решења радионице коначно су дефинисана у овом пројекту. Међутим, детаљи дизајна зграде су значајно усавршени од стране Мељникова током самог процеса изградње. Заједно са пројектом, архитекта је израдио одвојиви модел зграде, који је омогућавао да се види архитектонска композиција и унутрашњи распоред будуће радионице. Модел је био потребан како би се добила парцела за изградњу и како би се градитељима објаснила сложена волуметријска и просторно-композициона структура зграде.
Главне разлике између оригиналног (1927) и реализованог (1929) дизајна:
- Обa цилиндра у оригиналном пројекту имала су заједнички нагнут кров, а њихове висине су се благо разликовале. Ово је било због планираног укључивања мезанинског спрата са две собе за децу, уместо балкона-терасе која је на крају изграђена.

- Оригинални план није укључивао подрумски спрат са калорифером ради уштеде новца. Пећ је био предвиђен да се постави у центар другог спрата, што је значајно ограничавало опције за распоред соба. Међутим, током изградње откривени су темељи зидова претходне предреволуционарне куће. Током изградње, мали подрум је укључен испод предњег цилиндра, који је могао да прими калориферску комору од 14 м2. Ово је омогућило архитекти да створи слободан распоред за први спрат.

- Због присуства пећи на првом спрату, степениште које се налази у зони где се два цилиндра секу, померено је ка унутрашњости предњег цилиндра, ближе улазу у кућу у оригиналном дизајну.

- Оригинални пројекат није укључивао шестоугаоне прозоре, који су постали симбол куће. Уместо тога, Мељников је планирао два уска витража који ће вертикално пресецати цео задњи цилиндар и окретати се према западу и истоку. Да разјаснимо, шестоугаоне отворе, које је Мељников назвао „продухима“ (рус. "продухи"), првобитно је предвиђено да буду укључени у изградњу како би се смањила употреба скупоцених и ретких цигала, истовремено обезбеђујући равномерну расподелу оптерећења. Тек током процеса изградње архитекта је одлучио да неке од ових вентилационих отвора пренамени у прозорске отворе.

Зидови и подови радионице имају оригиналне и технички иновативне структуре, од којих је неке Мелников покушао да патентира, али није успео.
Зидови куће су израђени од црвене цигле са узорком зидане конструкције која ствара рељефни оквир. Зидање је изведено према пројекту са померањем дуж зида у низу и преко зида у два реда. Као резултат, формирано је 124 шестоугаона отвора у спољним зидовима куће, према речима самог Мељникова. Други извори сугеришу да су зидови првобитно садржали „око 200“ или 100 отвора. У току изградње скоро половина отвора је попуњена, остављајући 64 за прозоре и нише. Оригинална зидна конструкција омогућава премештање прозорских отвора без угрожавања носивих структура. Нови прозори могу се градити готово било где на зиду, а постојећи могу бити затворени ако је потребно. Током изградње, растресити песак, глина и ломљена цигла коришћени су за попуњавање непотребних отвора. Ово је смањило трошкове изградње и уштедило материјале. Поред тога, висок садржај ваздуха између честица у овој мешавини омогућава јој да функционише као 'акумулатор топлоте', са нижим расипањем топлоте у поређењу са циглама. Према сопственим прорачунима архитекте, његов предложени дизајн смањио је потрошњу цигле за скоро половину у поређењу са конвенционалним зидањем са истом носивошћу. Такође, Мељникова зидна конструкција обезбедила је равномерну расподелу напона у целом зиду и елиминисала потребу за носивим стубовима и надстрешницама.
Међуспратне конструкције такође су биле јединствено израђене користећи дрвене летвице постављене на ребро. Када је Мељников градио своју кућу, већ је успешно изградио иновативне дрвене конструкције. Примери ових конструкција укључују павиљон „Махорка“ на Првој свесавезној пољопривредној и занатској изложби 1923. године у Москви, павиљон СССР-а за Светску изложбу у Паризу 1925. године, као и дрвене трговинске павиљоне и зграду канцеларија Ново-Сухаревског тржишта.
„Наш недостатак средстава заменила је обиљу архитектонске маште“, написао је К. Мељников, „независан осећај уништио је сваку зависност од опреза; интимност теме отворила је грандиозне перспективе нерешених животних проблема; заиста, права економија учинила је деветометарски распон толико опасним и ни мање новим као хулк Santa Maria del Fiore.“
Међуспратне шкољке су израђене користећи решетку квадратних ћелија величине 0,5x0,5 метара, формираних преклапањем подних даска под правим углом. Дрвени под од дасака са заједничким шавовима постављен је дијагонално преко решетке са горње и доње стране. Ова конструкција елиминише потребу за стубовима, кровним носачима и гредама, омогућавајући да шкољка функционално ради као један мембрански плоча. Шкољка пружа структурну поузданост, чак и када се савија под утицајем гравитације. На пример, у атељеу архитекте, плафон се временом спустио. Међутим, током реновирања, Мељников је одлучио да га не исправља, објашњавајући да лентикуларни плафон боље рефлектује светлост усмеравајући га надоле.

## Волуменско-планерска композиција

### Архитектонско решење
Кућа се састоји од два вертикална цилиндра истог пречника, али различите висине, који се секу за једну трећину полупречника. Ово ствара јединствени план у облику '8', оријентисан у правцу север-југ. Доњи цилиндар има вертикални усек на свом јужном делу и на врху је равни кров са отвореном терасом. Цилиндар у задњем делу има коси кров који се од центра зграде спушта према њеном северном делу.
У белешкама са предавања на Одсеку за архитектуру Војнотехничке академије, где је својевремено предавао Константин Мељников, архитекта детаљно објашњава предности цилиндричне конструкције:
Штедња материјала:  
Директна веза између архитектонске студије геометрије и економског утицаја. Циљ је да… површина пода буде окружена минималним обимом зидова. Потребна површина је, рецимо, 1600 м². Висина је константна…  
Размотримо паралелепипед, коцку и цилиндар…  

Дакле, за ове три опције, периметар износи 200, 160 и 140 метара. Ово је врло реална уштеда захваљујући облику запремине.
Главна фасада радионице, окренута према Кривоарбатској улици, има строго симетричну композицију. Једини улаз у кућу налази се у средини усеченог дела малог цилиндра, окруженог са два велика правоугаона прозора. Главну раван фасаде зграде заузима огроман прозорски параван који се протеже целом висином другог спрата. Изнад прозора је рељефним словима на бетону натпис: „КОНСТАНТИН МЕЛНИКОВ АРХИТЕКТОР“.
„Не да бих противречио или се повиновaо начину живота који је створио заједнички униформан живот за све,“ написао је К. С. Мељников, „1927. године сам лично пројектовао кућу за себе у центру Москве са натписом 'КОНСТАНТИН МЕЉНИКОВ АРХИТЕКТОР', упорно истичући високи значај свакога од нас.“
Бочни зидови предњег цилиндра су скоро потпуно празни, са само неколико шестоугаоних прозора на првом спрату и једним осмоугаоним прозором на западној страни на нивоу првог спрата.
Фасаде северног цилиндра позади су слободније обликоване. Имају 57 шестоугаоних вертикалних прозора који чине јединствен орнамент са особеним ритмом понављајућих елемената распоређених у пет слојева. Доњи ред прозора одвојен је вишим делом празног зида од четири горња. Други ниво одговара другом спрату, док три горња нивоа одговарају трећем. На укупну композицију северне фасаде динамички утиче необичан узорак прозорских веза. Ови везови су три врсте: један у прозорима првог реда, један у другом и четвртом нивоу и један у трећем и петом спрату прозора.
| Волуметријска композиција куће, 2021 | Волуметријска композиција куће, 2021 | Волуметријска композиција куће, 2021 | Волуметријска композиција куће, 2021 | Волуметријска композиција куће, 2021 |
| ------------------------------------ | ------------------------------------ | ------------------------------------ | ------------------------------------ | ------------------------------------ |
| Североисточна фасада                 |                                      | Северозападна фасада                 |                                      | Главна фасада                        |

| Појединачни архитектонски елементи, 2021 | Појединачни архитектонски елементи, 2021 | Појединачни архитектонски елементи, 2021                    | Појединачни архитектонски елементи, 2021 | Појединачни архитектонски елементи, 2021                                                   |
| ---------------------------------------- | ---------------------------------------- | ----------------------------------------------------------- | ---------------------------------------- | ------------------------------------------------------------------------------------------ |
| Предња врата                             |                                          | Шара шестоугаоног прозора на првом спрату северног цилиндра |                                          | Прозори на западној страни мањег цилиндра. Горњи прозор, једини октогонални прозор у кући. |
| Предња врата                             |                                          | Шара шестоугаоног прозора на првом спрату северног цилиндра |                                          |                                                                                            |

Приписивање зграде совјетске авангардне ере одређеном архитектонском стилу је тешко због њених разноврсних карактеристика. Радионичка кућа коју је пројектовао Мељников често се погрешно карактерише као конструктивистичка или функционалистичка зграда, како истичу запослени у Музеју архитектуре. Међутим, упркос неким спољним сличностима, Мелниковов рад није био усклађен са архитектонским трендовима тог времена. Он се снажно противио томе да се његове зграде приписују овим стиловима:
„У нашем добу појаве конструктивизма, рационализма, функционализма, АРХИТЕКТУРА је престала да постоји...,“ написао је К. Мељников. „Што се мене тиче, знао сам другачије, а то другачије није само конструктивизам. Волим личност, поштујем личност и уживам у личности. Сматрао сам сваку догму у свом раду непријатељем, међутим, сви конструктивисти уопштено нису достигли ту оштрину конструктивних могућности коју сам ја предвидео за 100 година.“

### Распоред и дизајн ентеријера
Вила се налази на правоугаоном плацу од око 840 квадратних метара, који се протеже дубоко у околину. Краћа страна парцеле је окренута према Кривоарбатској улици и има приближно 18 метара, док је дужа страна око 43 метра. Кућа је одмакнута од црвене линије траке, дели парцелу на два неједнака дела. У предњем, мањем делу, налази се двориште са две брезе и боровнице, које је засадио архитекта. Парцела је од Кривоарбатске улице одвојена дрвеном оградом са две слепе капије на ивицама и пешачком капијом у центру. Пешачка капија је са кућом била повезана ваздушним телефоном у виду металне цеви. Телефонска линија је пролазила испод земље, а затим кроз подрум, повезујући се са првим спратом куће. Подземни део је сачуван, иако је изгубљен за време Мелниковог живота. У близини терена за крикет налази се секторски простор који се продубљује у парцелу. Има надстрешницу која пружа заклон од временских прилика за посетиоце који чекају да буду пуштени унутра.  На северном делу плаца иза куће, породица Мелников је изградила отворени простор за турнире и одбојкашке утакмице, као и клупу и сто који гледају на дворишну фасаду куће. Саградили су и шталу, повртњак, засадили воћке.Упркос необичној и тешко организованој просторној структури зграде, њен унутрашњи распоред одликује изузетна функционална промишљеност. Сам Мелников је рекао:
„Даћу награду ономе ко тачно изброји колико спратова има у кући, а мом брату-архитекти – загонетку: како смо постигли тако разнолик распон волумена из једног стандардног облика, који је формирао органску суштину архитектуре наше куће.“
|  | 1. предња соба 2. трпезарија 3. кухиња 4. коридор 5. санитарна јединица 6. радна соба газдарице 7. радне собе за децу 8. радне собе за децу 9. гардероба (свлачионица) 10. дневна соба 11. спаваћа соба 12. радионица 13. отворена тераса |

Свакодневне активности породице одвијале су се на првом спрату радионице, који је био подељен на следеће просторије:
- У предњу просторију (6,3 м 2) се улази кроз центар фасаде окренуте према улици. Оригинална унутрашња стаклена врата служе за две сврхе: могу затворити предњу собу како би ујединили ходник са степеништем за други спрат, или затворити улаз у ходник, ефективно проширивши простор предње собе.Улаз. Лево од улаза је прозор трпезарије, десно је прозор предње собе. Јул 2020
- Трпезарија (17 м 2) је главна просторија на спрату, где се окупљала породица, вечерала и примала госте. Осветљен је једним шестоугаоним отвором и великим правоугаоним прозором лево од улаза у кућу.
- Кухиња (7 м 2) се налази поред трпезарије. Један од шестоугаоних отвора у спољном зиду на страни кухиње претворен је у расхладни орман, док је на месту првобитног отвора између кухиње и трпезарије постављен орман. Кухиња је осветљена са два шестоугаона прозора, испред којих је радни део који се састоји од плинског шпорета и дугачког стола са посудама за храну и прибор. Првобитно је била кухињска пећница поред плоче за кување. Изнад шпорета је стакло за извлачење, што је необично за 1920-те. Овај екран омогућава да се ваздух извуче из шпорета кроз вентилацију, што је било посебно важно јер кухиња није имала врата која се закључавају.
- Санитарна јединица, која се састоји од купатила и тоалета (7 м 2), налази се у близини кухиње и има заједничку комуникацију са њом. Купатило има шестоугаони прозор и грејач на гас.
- Две дечје радне собе исте величине (5,6 м 2) за сина и ћерку архитекте. Свака соба има шестоугаони прозор и опремљена је радним намештајем: поред прозора поред преграде постављени су радни столови, полице за књиге и уџбенике. На креченом плафону ових просторија су обојени троуглови: жути за ћерку и плави за сина.
- Гардероба (свлачионица) (14,2 м 2). Уз зидове гардеробе су уграђени ормани: десно од врата је бело офарбан женски орман (за мајку и ћерку), а лево жуто офарбан мушки орман (за оца и сина). У овој просторији се чувала одећа свих чланова породице. Ту су се Мелникови пресвлачили пре изласка и пре спавања – био је обичај да се у пиџамама или кућним хаљинама иде на спрат у спаваћу собу. У свлачионици је била софа, тоалетни сто и велики ковчег.
- Радна соба газдарице Ане Гавриловне Мељникове (6,5 м 2 ). Ту је био орман за веш, место за пеглање и машина за шивење.
- Ходник (13,7 м 2 ) повезује кухињу, трпезарију и тоалет не вратима, већ отворима који иду све до плафона (висина првог спрата је 2,65–2,7 метара). Ходник води у подрум, који се налази само испод првог цилиндра. Током изградње откривена су два зидана зида зграда које су некада стајале на том месту и уграђене у подрум. Зид ходника има два отвора за антенски телефон и интерфон. Они се користе за комуникацију са радионицом на 3. спрату и посетиоцима на улазу поред капије

Кућа има подрум са калориферском комором (14,6 м 2) која разводи топли ваздух кроз канале у све просторије. Систем грејања са рециркулацијом ваздуха пројектовао је сам архитекта. Првобитни извор грејања је био грејач за ватру, такође дизајниран од Константина Мељникова, који је постојао до краја 1950-их. Ложиште калорификатора било је повезано са кухињом каналом за одлагање запаљивог отпада. Поред тога, подрум укључује радни сто за власника куће и простор за складиштење хране.
Цилиндар који гледа на Кривоарбатски переулок има један спрат изнад првог спрата, док други цилиндар има два спрата. Степениште ширине преко 1 метра води на други спрат са предње стране. Степениште почиње правим маршом, а затим се наставља уско спирално степениште које се завршава на трећем спрату.
На другом спрату се налазе:
- Предња соба куће била је дневна соба (50 м 2), где су Мељникови примали госте и разговарали. Намештај, укључујући клавир, софу, фотељу и округли сто, пажљиво је одабран да одражава сврху собе. После рата, Мељников је почео да користи собу као радну канцеларију и додао је велики радни сто, који је припадао сликару Виктору Мељникову. Дневна соба је осветљена великим прозорским екраном. Поред главног прозора, соба има мали осмоугаони прозор на западном зиду, који доприноси осећају величине собе. Првобитно, овај прозор није био планиран, али је Мелников током изградње приметио да пружа јасан поглед на цркву Светог Николаја Чудотворца у Плотникима (која је, нажалост, уништена 1932. године). Поред тога, при заласку сунца, зрак сунчеве светлости улази у дневну собу кроз овај прозор. Као резултат тога, прозор је остављен на месту и добио је осмоугаони облик, што га чини јединим те врсте у кући.Спаваћа соба, 1930-те
- Спаваћа соба (43 м 2) налазила се на другом спрату северног цилиндра и била је намењена искључиво за спавање. Мелников је посебан значај придавао улози сна у људском животу:

„И сада, ако чујем да нам је исхрана потребна за здравље, кажем: 'Не, потребан нам је сан.' Сви говоре да је одмору потребан ваздух, али ни то није тачно – верујем да без сна, ваздух је немоћан да нам поврати снагу.“
Спаваћу собу у кући Мелникова делили су сви чланови породице. У њему није било ормара нити другог намештаја, осим три кревета уграђена у под: брачни кревет за родитеље и кревет за једну особу за сина и ћерку. Кревети на постољу, који су израстали из пода и били су део бешавне унутрашњости са заобљеним угловима, били су од омалтерисаних дасака и на врху обрађени златним материјалом. Родитељски кревет је визуелно одвојен од дечијег са два преградна паравана распоређена радијално. Екрани се нису додиривали и нису допирали до спољних зидова.
„Применио сам принцип расподеле стамбених просторија не у односу на појединце у породици,“ – рекао је Мељников, – „већ према функцијама тих просторија. Тако, на пример, постоји само једна спаваћа соба, и она служи искључиво као спаваћа соба, што обезбеђује најбољу могућу хигијену.“
Спаваћа соба је осветљена са 12 шестоугаоних прозора који гледају на башту, без плафонских светла. Цела соба је завршена једним бакарно-златним материјалом, укључујући зидове, плафон и уградне кревете. Мелников је описао да соба има осећај "видљивог ваздуха". Спаваћа соба је претрпела значајна оштећења током рата, што је резултирало губитком кревета на постољу и завршних обрада пода. У послератној обнови на зидове су постављене тапете и просторија је пренамењена као лични простор супруге архитекте.
Цео трећи спрат заузимала је Мељниковова радионица (50 м 2), где је он радио. Касније је радионицу на трећем спрату преузео његов син Виктор Мељников да би наставио своју каријеру као сликар, док је дневна соба претворена у канцеларију КС Мељникова. Радионица и салон су скоро идентичне по површини и висини. Међутим, посетиоци их доживљавају на потпуно различите начине. Дневни боравак има један велики прозор, док је радионица осветљена са 38 шестоугаоних прозора који чине сложену орнаменталну шару. Додатно, салон има застакљена врата која воде на терасу окренуту према југу. Метода осветљења радионице створила је необичан изглед и обезбедила оптималне услове осветљења радног места архитекте. Светло је долазило са свих страна, спречавајући руку да засенчи цртеж.
Пројекција малог цилиндра ствара мезанин у студију. Константин Мељников је уживао да користи овај простор за гледање скица, цртежа и слика положених на поду. Међуспратни балкон пружа приступ тераси ограђеној слепим парапетом. Кров је ребраст и покривен гвожђем, а на врху је решеткаста дрвена палуба. Вода тече кроз равномерно распоређене отворе у олуке и испушта се у одводне цеви причвршћене на спојевима цилиндара. На делу терасе се простире надстрешница, која је наставак округлог крова северног ваљка. Током лета, Мелникови су уживали у испијању чаја на тераси, опуштању на свежем ваздуху и коришћењу за сунчање у затвореном простору.

### Критика
О архитектонском решењу радионичке куће савременици су имали помешана мишљења. Године 1929, када се изградња ближила крају, часопис „Изградња Москве” је започео дискусију на ту тему. Први чланак, који је написао познати архитектонски критичар Николај Лукманов, похвалио је пројекат Мелникова. У следећој публикацији, уредништво је дало додатне одговоре инжењера и архитеката у вези са зградом. Међутим, дате оцене су биле двосмислене, на шта указују и наслови чланака: „Искуство треба да привуче пажњу“, „Непринципијелни експеримент“ и „Неуспеле конструкције“.
Почетком 1930-их, чланови ВОПРА (Сверуско друштво (касније Свесавезно удружење) пролетерских архитеката) дали су најкритичније изјаве о радионичкој кући. Они су осудили формална решења Мељникова и нашли непријатељске класне карактеристике у овој малој згради. Архитекта А. Микхаилов, један од идеолога ВОПРА, писао је:
У потрази за ексцентричном конструкцијом, за новитетом облика, Мељников је саградио кућу... Мељниковљев експеримент је усмерен само на побољшање, на оригиналну интерпретацију архитектонског израза одређеног облика – стамбене буржоаске ћелије.... А у смислу уметничког израза, Мељников није дао ништа позитивно, јер је његова операција са свестранким цилиндрима игра „чистих“ конструкција, идеолошки ослабљених и тиме гурнутих ка формалистичко-естетском разматрању.
Други реномирани архитекта тог доба, који је био активан члан ОСА групе и један од водећих архитектонских критичара 1930-1950-их, Роман Кхигер, оценио је Мелникову кућу на следећи начин:
...спиралне степенице, сложен и незгодан распоред – нису могли, наравно, на било који начин решити проблеме масовне архитектуре стамбених објеката, али су задовољили софистицирани архитектонски укус њиховог власника, који је такође био склон конструктивним експериментима и загонеткама.
Од средине 1930-их до средине 1950-их, постојала је критичка оцена куће радионице због преласка совјетске архитектуре са авангардних идеја на неокласичне стилизације, познате као стил Стаљинов империј. Ова промена је довела до замене жустрих дискусија и контрадикторних изјава.

## Садашње стање споменика

### Реструктурирање и губици
Спаваћа соба уграђена у под је изгубила своје кревете, као и оригиналну завршну обраду зидова и плафона током Великог отаџбинског рата. Дана 23. јула 1941. бомбардовање је погодило оближње позориште Вахтангов, што је изазвало експлозију која је избила део стакла на прозорима задњег (северног) цилиндра куће Мељников. Оригинал је само делимично сачуван.Крајем 1940-их, док је породица Виктора Мељникова живела у кући, уклонили су две преграде на првом спрату. Једна преграда је раздвајала две некадашње дечје радне собе, док је друга одвајала тоалет (слабеницу) и радну собу АГ Мељникове. Због тога су четири мале собе претворене у две спаваће собе – једну за Викторове ћерке, а другу за њега и његову жену Ирину.
Током раних 1950-их, за породицу Виктора Мелникова постављен је посебан улаз у кућу. Овај улаз је постављен у кухињи где је некада био уградни фрижидер. Првобитни распоред првог спрата и фрижидера у кухињи обновљени су током 1990-их.Током реновирања зграде 1976. године, фасаде су офарбане светлосивом бојом, која је прикривала природну белу боју живог креча који их је првобитно прекривао. Поред тога, дрвена ограда са пешачком је обновљена са одређеним одступањима од првобитног дизајна.

### Техничко стање
Лоше изведени радови на поправци и рестаурацији средином 1990-их изазвали су многе пукотине и оштетили јединствене мембранске међуспратне шкољке. Упркос захтевима станара зграде и писмима разним надлежним органима, грешке и недостаци рестауратора нису отклоњени, а посао је прихватило московско одељење за заштиту споменика са оценом „одличан“.Деведесетих – 2014. године извођени су интензивни грађевински радови око споменика архитектуре, што је резултирало пропадањем изолације објекта и губитком историјског изгледа од радионице до цркве Преображења Господњег на Песком.
Стање спољашњих зидова 2010-их година карактерише површинске пукотине у слојевима малтера, али без продора и делимичан губитак слојева боје. Прозорска крила јужног цилиндра су иструнула у доњем делу услед раста стабла јавора 2000-их. Почетком 2010-их постојала је велика забринутост због могућег слијегања куће због промена хидрогеолошке ситуације.
Дана 17. априла 2006. године, међународна конференција „Наслеђе под ризиком – очување архитектуре 20. века и светске баштине“ донела је резолуцију којом се тражи од Министарства културе и масовних комуникација Руске Федерације и Комитета за културно наслеђе Москве да признају да је изузетно наслеђе Константина Мељникова у опасности. Такође је затражено да израде план за конзервацију куће Мелников и њене збирке у оквиру постојећих међународних стандарда за рестаураторске радове. Поред тога, од њих је затражено да осигурају да се кућа и њена збирка уврсте на листу споменика од савезног значаја. Кућа је уврштена на Светску листу за чување споменика од 100 најугроженијих локација.

### Рестаурација Музеја архитектуре
Музеј Мељников је основан 2014. године, што је довело до појачаних напора за рестаурацију куће. У децембру те године рестауратори које је ангажовао музеј прегледали су и очистили историјске цеви за грејање ваздуха. У фебруару 2015, музеј је потписао меморандум са Арупом, међународном компанијом за инжењеринг и дизајн, да спроведе свеобухватно истраживање куће Мелникова. У 2019. години, стручњаци компаније Аруп припремили су извештај и програм рада за проучавање структуре куће, укључујући њене темеље и основе, као и геолошке и хидрогеолошке услове суседне локације.Програм је реализован између 2017. и 2019. године као део великог научног истраживања прве куће. Истраживање је финансирано донацијом ПИК групе (Русија) и грантом Гети фондације (САД) у оквиру иницијативе Keeping It Modern за очување споменика 20. века. Детаљно инжењерско снимање објекта и околног локалитета била је кључна фаза која је одредила све накнадне дугорочне конзерваторско-рестаураторске мере за споменик. Истраживање пре рестаурације био је међународни пројекат који је водио Павел Кузњецов, директор Државног музеја Константина и Виктора Мељникова. Тапани Мустонен, архитекта-рестауратор из Финске и члан извршног одбора Еуропа Ностре, био је главни међународни стручњак. Мустонен је раније био укључен у конзервацију модернистичког споменика, Виборшке библиотеке. Татјана Царева, руски стручњак, била је задужена за документарна и архивска истраживања куће. Мариел Полман и Луц Мегенс, стручњаци Агенције за културну баштину (Холандија), учествовали су у пројекту истраживања боја и колорита ентеријера.